# Paziowie króla Zygmunta
Paziowie króla Zygmunta – powieść dla młodzieży autorstwa Antoniny Domańskiej z 1910 r.

## Fabuła
Wawel, czasy króla Zygmunta Starego. Kilku paziów zamiast gorliwie przykładać się do swoich obowiązków, każdą wolną chwilę wykorzystują, aby psocić i dokazywać. Najchętniej dokuczają jednej z dam dworu królowej Bony. Spędzają tym sen z powiek sprawującemu nad nimi pieczę ochmistrzowi. Opiekun chętnie wygarbowałby urwisom skórę, problem w tym, że żadnego z gagatków nie złapano na gorącym uczynku. Król Zygmunt natomiast obserwuje popisy chłopców z przymrużeniem oka, przecież młodość musi się wyszumieć. Pewnego dnia młodzieńcy zakładają się, który z nich wymyśli najlepszego psikusa. Pisarka spróbowała również delikatnie naszkicować relacje pomiędzy polskim królem a jego piękną i dumną włoską małżonką.

## Ekranizacja
W 1989 r. na podstawie powieści Antoniny Domańskiej zrealizowano pięcioodcinkowy serial fabularny dla dzieci „Paziowie”. Premiera serialu miała miejsce 30.01.1990 r..

## Przekład
- 1914: Pážata krále Zygmunta (Paziowie króla Zygmunta) została wydana przez czeskie wydawnictwo Jos. R. Vilímek. Książkę przetłumaczył František Vondráček, a ilustracje wykonał Věnceslav Černý[3]